# Dipartimento di Empedrado
Empedrado è un dipartimento argentino, situato nella parte nord-occidentale della provincia di Corrientes, con capoluogo Empedrado.
Esso confina con i dipartimenti di Capital, San Luis del Palmar, Mburucuyá, Saladas e Bella Vista, e con la provincia di Santa Fe.
Secondo il censimento del 2001, su un territorio di 1.958 km², la popolazione ammontava a 14.721 abitanti, con un aumento demografico dell'11,62% rispetto al censimento del 1991.
Il dipartimento comprende il solo comune di Empedrado.